# Hubert Bruhs

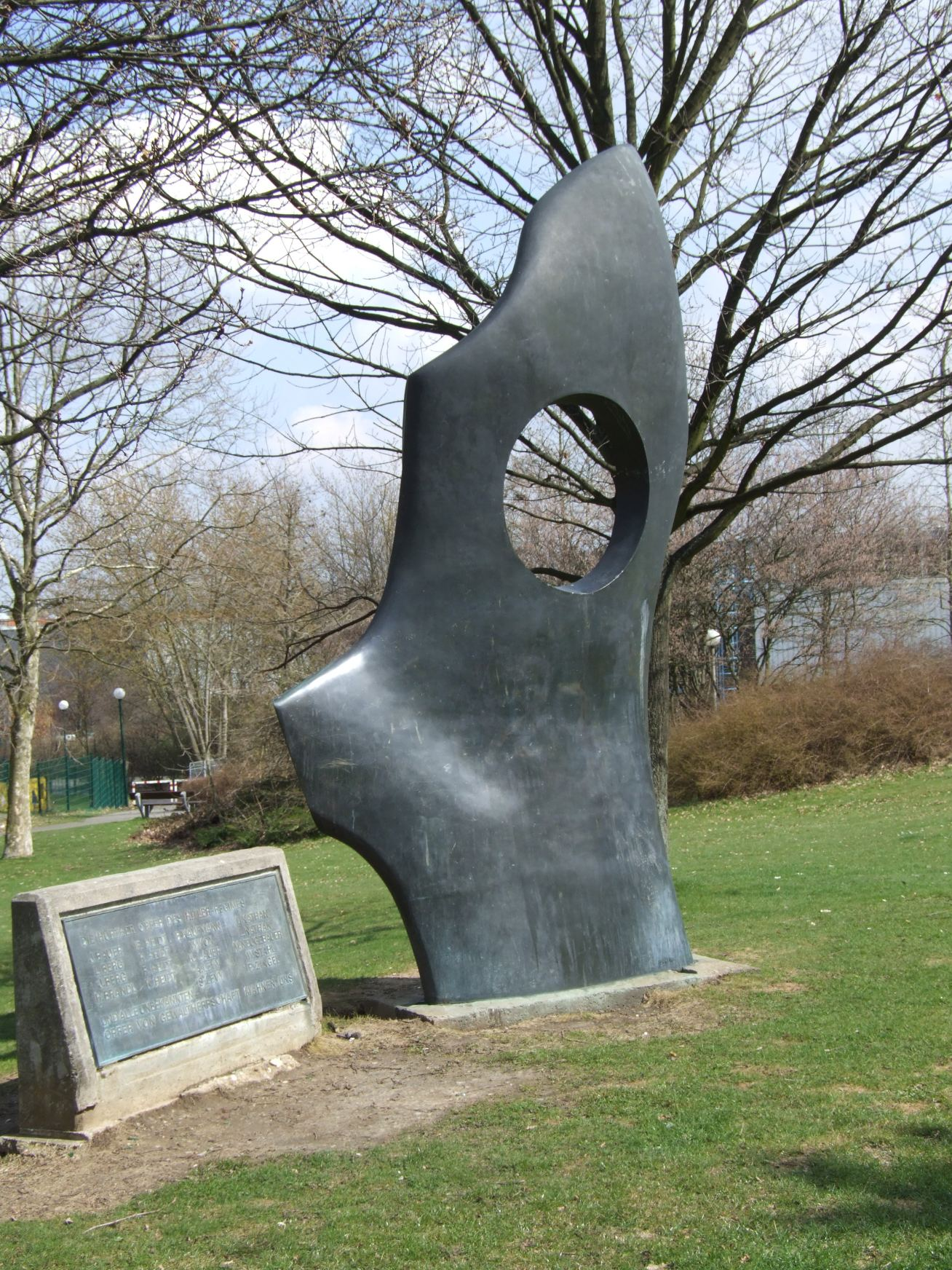
Der Schrei

Hubert Bruhs (* 22. September 1922 in Köln; † 3. Juli 2005 in Windeck) war ein deutscher Bildhauer.
Bruhs studierte Bildhauerei an den Kölner Werkschulen und Architektur an der Kölner Staatsbauschule. Im Zweiten Weltkrieg verlor er ein Auge und große Teile der Sehkraft des anderen, weshalb er sich von der Architektur ab- und der Bildhauerei zuwandte. 30 Jahre lebte und arbeitete er in Hürth-Efferen.
Ein bekanntes Werk sind acht 4,10 Meter hohe und 2,25 Tonnen schwere Engel aus bleiverkleidetem Lärchenholz am Vierungsturm des Kölner Domes, für die Bruhs 1964 und 1965 nach einem Entwurf von Erlefried Hoppe die Holzkerne anfertigte. Weitere Werke sind das siebeneinhalb Meter hohe Ziegelrelief „Der Rat“ am Hürther Rathaus und das Bronzemahnmal „Der Schrei“ in Hürth zur Erinnerung an die Opfer des Nationalsozialismus.
1981 erhielt Bruhs den Hürther Kulturpreis, 1992 den Kulturpreis des Rhein-Erft-Kreises.